# Gynacantha comorensis
Gynacantha comorensis là loài chuồn chuồn trong họ Aeshnidae. Loài này được Couteyen & Papazian mô tả khoa học đầu tiên năm 2009.